# アジア債券市場
アジア債券市場（アジアさいけんしじょう）とは、アジアにおいて設立が構想されている債券市場。各国の政府・企業が発行する債券の市場であり、潤沢な資金を域内投資に向ける事を目的とする。略称のABMは英名Asia Bond Marketから。

## 概要
1997年に勃発しアジア経済に混乱を巻き起こしたアジア通貨危機の原因の一つとして、当時のアジア各国の金融機関が資金調達を、自国の通貨ではなく米ドルを核とする外貨での短期貸付に依存していた事が挙げられる。結果として、他国の金融機関が資金を引き上げた事で、資金繰りに問題が生じた。
また、とりわけアジアNIEsは、脆弱な資本・債券市場であっても健全な財政や良好な経済ファンダメンタルズに因って外国直接投資を呼び込み、資金調達が容易であった。そのようなアジアNIEsに対しOECDは未発達な資本市場のインフラ整備を考慮せず資本自由化を強要した事も指摘される。
このような教訓から、1999年11月のASEAN+3首脳会議において、「東アジア地域での自助・支援メカニズム強化」の必要性が確認され、翌2000年5月のASEAN+3財相会議にてチェンマイ・イニシアティブ（CMI）が合意された。同時に、金融面における銀行への過度な融資体質を是正し資本市場を発達させる事が求められた。これは、各国内における長期の資金需要に対して米ドル建ての短期借入れで対応するという通貨・期間面でのダブルミスマッチを改善するだけでなく、市場原理に基づいた企業の資金調達コストに因る産業・企業間での効率的な資金配分を期待するものである。「地産地消」の精神に基づいて国民所得の3-4割にも達すると言われる東アジアの貯蓄を域内で回し、自国通貨建ての社債市場を発達させる事の意義は大きい。将来的には起債もアジアの通貨、或いは共通通貨バスケット建てとする事を目的としており、2003年6月には東アジア・オセアニア中央銀行役員会議（EMEAP）において、11の中央銀行・通貨当局（日本銀行、中国人民銀行、香港金融管理局、韓国銀行、シンガポール金融管理局、タイ銀行、インドネシア銀行、マレーシア国立銀行、フィリピン中央銀行、オーストラリア準備銀行、ニュージーランド準備銀行）が合同で10億米ドル規模の基金を設け、この基金で域内企業が発行する米ドル建ての債券を買い上げるというアジア債券ファンド（ABF）の設立に至った（アジア債券市場育成に関するチェンマイ宣言）。また2004年12月にEMEAPは中国やタイ、インドネシアなど8カ国で現地通貨建て国債・政府機関債に投資するアジア債券ファンド2（20億米ドル規模）の創設を打ち出し、2005年5月から運用されている。
しかし同時に、債券発行主体の質や多様なプロの機関投資家の未成長など需給面での問題に加え、アジア各国における会計・監査・情報の公開・決済といった債券市場の根幹となるインフラストラクチャー面の未熟さも指摘された。企業の倒産によって証券化された債券の価値が損なわれないような法制度や、債券に対する信用度の指標となるべき現地の格付け機関の育成および情報開示が不可欠である。
また2000年5月には、当時まだ構想段階であったアジア債券ファンドを基に、タイのタクシン・シナワット首相がASEAN+3財相会議においてアジア債券市場構想を打ち出し、2003年8月のASEAN+3財相会議では、アジアにおいて様々な通貨・期間での債券を発行して市場に厚みを持たせる事で、流動性を備えた債券市場の育成を目的に「アジア債券市場育成イニシアティブ（ABMI)」の推進が取り決められた。インフラ面での諸問題を踏まえたものとなっており、1.新たな債務担保証券の開発、2.信用保証メカニズム、3.外国為替取引と決済メカニズム、4.現地通貨建て債券の発行、5.地域の格付機関、6.技術支援、という6つのワーキンググループによって、その具体化が進められている。これは前年（2002年）12月の非公式会合で日本から提示された包括的なイニシアティブであるが、日本政府はまた政府系金融機関国際協力銀行（JBIC）と一体的に発展途上国の法整備の指導や先行事例の確立に努めるなどした。
ABMIは、アジアにおいて効率的で流動性の高い債券市場を育成することにより、アジアにおける貯蓄をアジアに対する投資へと活用できるようにすることを目的として、2003年第6回ASEAN+3財務大臣会議（於：フィリピン・マニラ）で各財務大臣に合意されたが、これまでに数多くの検討課題に精力的に取り組んできた。2005年には、今後新たに取組む重点分野と、実施のためのアプローチを明確化するために、ロードマップが策定された。それ以降、ロードマップは、課題の優先度合いを見直し、新たな課題を追加するため、定期的に見直しが行われ、2019年5月には、新ロードマップ2019-2022が承認された。
これまで様々な取組みにより、ASEAN+3域内の現地通貨建て債券市場の規模は大きく拡大している。また、アジア開発銀行(ADB)のホームページ内に設けられたアジア・ボンド・オンライン（AsianBondsOnline）により、域内の債券市場やABMI/ABMFの進展等に係る情報発信が積極的に行われてきている。
2010年9月には、ASEAN+3域内のクロスボーダー債券取引を促進することを目的として、クロスボーダー債券取引に係る市場慣行の標準化や、規制の調和化を図るため、官民一体のフォーラムとしてASEAN+3債券市場フォーラム（ABMF:ASEAN+3 Bond Market Forum）が設置された。ABMFは、ASEAN+3各国の規制及び取引慣行に関する調査を行い、調査結果をもとに「ASEAN+3債券市場ガイド(2012年版）」を策定し、2012年4月に公表。その後、域内各国・地域版も順次公表され、2020年8月には、域内14カ国15市場を網羅した、ASEAN+3 Bond Market Guide (2016-2020) の新シリーズが完結した。これらの情報は、上記のAsianBondsOnlineから、参照及びダウンロードが可能となっている。
また、ADBとABMFでは、域内のプロ投資家向け債券市場への、債券及び債券発行プログラムのリスティング・プロセスの共通化を目的に、ASEAN+3債券共通発行フレームワーク（AMBIF）が創設された。ADBとABMFでは、そのための共通の発行のための発行実務と情報開示の枠組みである、シングル・サブミッション・フォーム(SSF)を用いた、域内プロ投資家向け債券市場であるAMBIF市場の振興を進めている。2015年9月には、AMBIFとSSFに基づく一号債券がタイ国のプロ市場で発行され、その後も域内各国の各プロ向け市場で新規の債券が発行されており、2020年8月現在、8本のAMBIF債が発行されている。尚、日本取引所グループの東京証券取引所が運営する TOKYO RRO-BOND Market は、域内AMBIF債市場の中の、日本におけるプロ向け債券市場を構成している。
ABMIでは、2010年11月には、域内の企業が発行する社債に保証を供与することで、現地通貨建て債券の発行を支援し、域内債券市場の育成に貢献するため、信用保証・投資ファシリティ（CGIF:Credit Guarantee and Investment Facility を設立し、2013年4月に一号案件を実施して以降、順調に保証残高を増やしているが、AMBIF型のCGIF保証債の発行が増加しており、ABMIの下で、ADBとABMFとCGIFの協力が、成果を生んでいる。
現在、中国や日本、韓国、台湾、香港、シンガポール、インドなどアジア各国の外貨準備高は、6兆米ドルを超えている。世界の外貨準備高は、2020年第一四半期現在で11兆7千億ドルあるが、このうちの多くは国内・域内ではなく米国債などに投資されているという現状がある。2003年10月時点で米国債へ流れた資金の6割はアジアからのものであり、これは米国にとっては財政赤字を埋め金融市場における金利上昇の抑制効果となるが、アジアにとっては単なる外貨流出を意味する。通貨危機により米ドル依存の危険性を認識しながらもアジアがドルペッグ制を堅持するのは、日本政府の「円の国際化」に対する消極的な姿勢が大きく影響している。
そして、米国に対する多額の資金投資と、自国の経済成長を目的とする（主に米国からの）多額の外貨導入し過剰なリスクをとるという2つの流れは、将来的に通貨危機の再発を招く事にも繋がりかねない。
欧米の投資家による新興国株式の需要が増加し中国・韓国で株式保有率が40%を超える一方で、国債・社債保有では各国が軒並み10%を割り込むなど課題は多い。だが、ヘッジファンドによる経済混乱が増加していると言う現状も踏まえ、CMIを超えた債券市場の育成が必要とされている。健全な経済成長には健全な金融市場の整備が不可欠である事からASEAN+3会合でも2002年以降は重要な議題と位置付けられ、各種レベルのセミナー等でも、通貨バスケットによる債券の発行から国際証券決済機関の創設まで様々な意見交換が活発に行われている。このように地域金融協力に向けた動きは近年ますます活発化しており、今後の動向が注目されている。